# Laurent de Brindes
Pour les articles homonymes, voir Saint-Laurent et Brindisi (homonymie).
Jules Rossi dit Laurent de Brindes, ou Laurent de Brindisi, 
(né le 22 juillet 1559 à Brindisi, royaume de Naples – mort le 22 juillet 1619 à Lisbonne, Portugal) était un capucin italien de la fin du XVIe et du début du XVIIe siècle, reconnu saint par l'Église catholique, qui fut proclamé Docteur de l'Église par le pape Jean XXIII en 1959, à l'occasion du 400e anniversaire de sa naissance. Il est fêté le 21 juillet et le 22 juillet à Lisbonne.

## Biographie

### Jeunesse et vocation
Fils de Guillaume Rossi et d'Élisabeth Masella, Laurent naît le 22 juillet 1559 à Brindisi, et fut prénommé Jules César.
Tout jeune, on racontait qu'il prêchait devant le portail de la cathédrale de la ville. Sa vocation précoce l'aurait amenée, à la mort de son père, à demander à sa mère l'autorisation d'intégrer les Capucins, ordre vers lequel il s'était senti attiré.
Après le décès de sa mère, Laurent se rendit à Venise chez un oncle prêtre, et l'année suivante, alors qu'il avait juste 16 ans, il entra chez les capucins de Vérone.
Et c'est à partir de là qu'il exerça pendant plus de quarante ans une fructueuse activité apostolique, d'où son titre de Doctor Apostolicus.

### Activités apostoliques
Le 24 mars 1576, Jules Rossi, âgé de 19 ans, prononça ses vœux, en prenant le nom de Laurent, en souvenir du diacre martyr, Laurent de Rome.
Il partit alors étudier à Padoue les sciences sacrées, exégèse, patrologie, théologie. Il devint aussi polyglotte, parlant couramment sept langues (latin, grec, syriaque, hébreu, italien, allemand, français). Il discutait volontiers avec les Juifs, et jouissait d'une mémoire fantastique.
Frère Laurent fut ordonné prêtre le 18 décembre 1582 et assuma de nombreuses charges chez les capucins :
- 1583-1586 : lecteur en théologie et Écriture sainte à Venise ;
- 1586-1588 : supérieur et maître des novices à Bassano del Grappa ;
- 1590-1592 : ministre provincial en Toscane ;
- 1596-1602 : membre du Conseil supérieur (définiteur général) ;
- 1602-1605 : supérieur (ministre général).

Laurent de Brindes a été un grand penseur de l'Église, à l'image de Pierre Canisius et de Robert Bellarmin. Il a laissé de nombreux écrits, dont une Dissertation dogmatique sur Martin Luther et environ 850 homélies.

### Activités diplomatiques
Parallèlement à ses activités apostoliques et ses charges religieuses, Laurent de Brindes eut une intense activité diplomatique :
- En 1599 il fut envoyé en Autriche pour travailler à la réforme catholique ; il implanta son ordre à Vienne mais aussi à Prague.
- En 1601-1602 le pape Clément VIII l'envoya auprès de Rodolphe II qui commandait alors les forces catholiques contre les Turcs. Le pape disait de lui que : « Ce capucin, animateur spirituel, vaut une armée entière ». De ce fait, les forces catholiques, menées par Philippe-Emmanuel de Lorraine, duc de Mercœur, galvanisées par le soutien spirituel de Laurent de Brindes, remportèrent la victoire sur les Turcs en Hongrie.

Le 27 avril 1602, lors de l'oraison funèbre du duc, François de Sales, évêque de Genève, dira :
« Le duc de Mercœur avait toujours en son armée des Pères capucins, lesquels, portant une grande croix, non seulement animaient les soldats, mais aussi, après la confession générale que tous les catholiques faisaient en signe de contrition, leur donnaient la sainte bénédiction. Mais surtout c'était une belle chose que de voir ce général exhorter ses capitaines à la constance, leur remontrer que s'ils mouraient ce serait avec le mérite du martyre, et parler à chacun en sa propre langue, français, allemand, italien. »
- En 1606, le pape Paul V l'envoya en Allemagne afin d'y « travailler aux affaires politico-religieuses de l'Empire ». Il jouera là un rôle très important, et animera la Ligue catholique face à l'Union évangélique protestante, avec un sens remarquable de la diplomatie.
- En 1618, Laurent de Brindes fut chargé par ses compatriote Napolitains d'assurer leur défense contre le vice-roi Pedro Téllez-Girón, duc d'Osuna. Il partit alors pour Madrid, puis pour Lisbonne afin d'y rencontrer Philippe III, roi d'Espagne et du Portugal.

C'est là qu'il mourut, le 22 juillet 1619, âgé de 60 ans.

## Culte et vénération

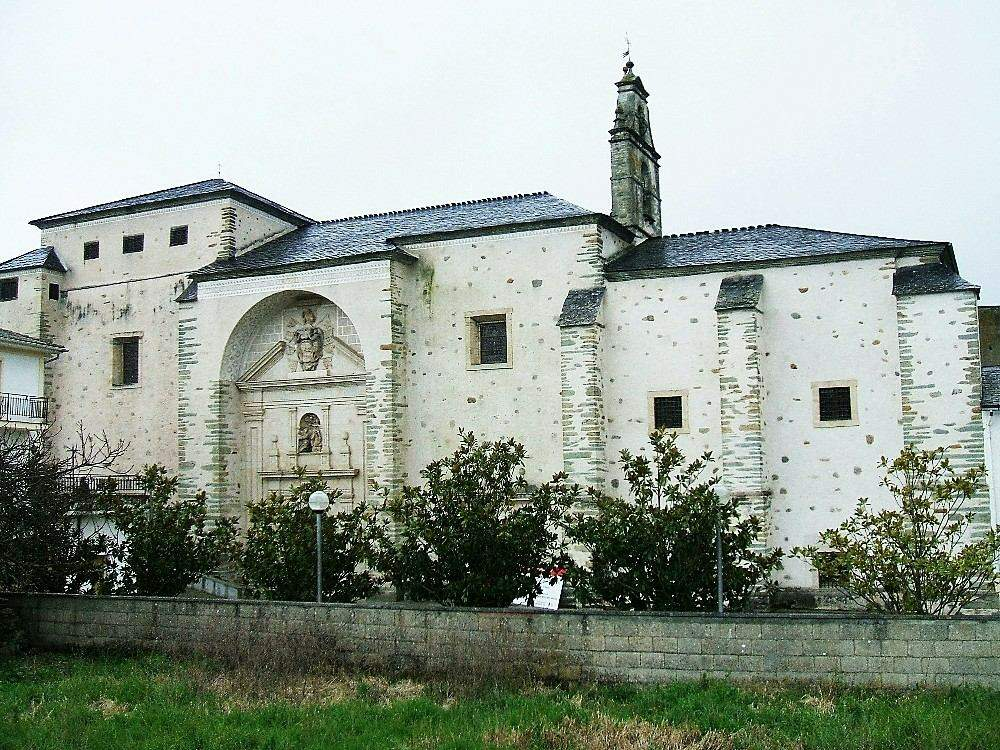
Monastère de la Anunciada à Villafranca del Bierzo.

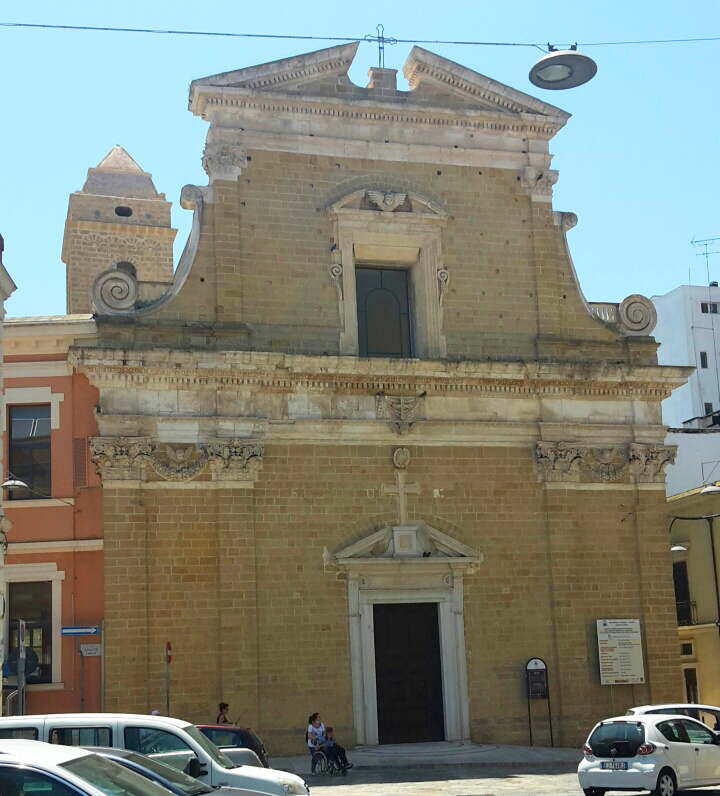
Façade de l'église Sainte Marie des Anges à Brindisi.

Grand ami du saint et témoin de ses talents, Pierre Alvarez de Tolède  demanda au roi d'Espagne et du Portugal la permission d'apporter son corps au monastère Notre-Dame de l'Annonciation à Villafranca del Bierzo dans la province de León en Espagne où ils reposent encore aujourd'hui.
 Un reliquaire contenant une vertèbre se trouve également au sanctuaire Sainte Marie des Anges (Santa Maria degli Angeli) à Brindisi. Dans cette église, construite en 1609 à l'emplacement de sa maison et transformée par la suite en couvent, se trouve une chapelle qui lui est dédiée avec des objets et des effets personnels.       
- Laurent de Brindes a été béatifié le 1er juin 1783 par le pape Pie VI, et canonisé le 8 décembre 1881 par le pape Léon XIII.
- Le 19 mars 1959, le pape Jean XXIII le proclama Docteur de l'Église universelle :

« Sa Sainteté Jean XXIII, après avis favorable de la Sacrée Congrégation des rites, a daigné promulguer, en date du 19 mars dernier, le bref apostolique Celsitudo ex humilitate. Ce document proclame saint Laurent de Brindes Docteur de l'Église universelle, étendant l'office et la messe fixés au 21 juillet de chaque année. »
- Il est fêté le 21 juillet par l'Église catholique, localement à Lisbonne le 22 juillet le jour de sa mort,  et il est le saint patron de la ville de Brindisi.

## Citations
- « La philosophie n'est qu'une simple émanation de la théologie. En effet, le Seigneur apparaît aussi bien dans les Écritures que dans la Nature »[8].
- « Les trois fleuves de la Divinité : le fleuve de la puissance, celui de la sainteté, celui de la bénignité divine se déversent en Marie, cette mer immense. De la sorte, la Vïerge est devenue sainte et clémente entre toutes les créatures : d'une puissance, d'une sainteté et d'une clémence qui ne sont dépassées que par celles de Dieu. Aussi peut-elle opérer des miracles et nous combler de multiples bienfaits »[9].

## Sources
- (en)  Cet article contient des extraits traduits d'un article de la Catholic Encyclopedia dont le contenu se trouve dans le domaine public.
- Omer Englebert, La fleur des saints, Albin Michel, 1980, Imprimatur du 26-12-1979  (ISBN 2-226-00906-X).